# Hasarius rufociliatus
Hasarius rufociliatus es una especie de arañas araneomorfas de la familia Salticidae.

## Distribución geográfica
Es endémica de las islas interiores de Seychelles.

## Estado de conservación
Se encuentra amenazada por la pérdida de su hábitat natural.